# 萊克艾麗斯鎮區 (明尼蘇達州哈伯德縣)
萊克艾麗斯鎮區（英語：Lake Alice Township）是位於美國明尼蘇達州哈伯德縣的一個行政鎮區。

## 地方資料
萊克艾麗斯鎮區的面積為89.92平方千米，當中陸地面積為87.70平方千米，而水域面積為2.22平方千米。根據2020年美國人口普查的數據，當地共有人口114人，而人口密度為每平方千米1.27人。